# I. liga žen 2016/2017
I. ligy žen se v sezóně 2016/17 zúčastnilo 8 klubů. Vítězem se stal klub SK Slavia Praha, který vyhrál i základní část. Do druhé ligy sestoupil tým FC Zbrojovka Brno.

## Herní systém
Základní část se odehrála systémem každý s každým doma a venku. Po odehrání základní části došlo k rozdělení týmů do dvou skupin. Týmy na 1.–4. místě hrály ve skupině o titul, poslední čtyři týmy hráli o záchranu.

## Tabulka základní části
| Poř. | Klub              | Zápasy | Výhry | Remízy | Prohry | Skóre | Body |
| ---- | ----------------- | ------ | ----- | ------ | ------ | ----- | ---- |
| 1.   | SK Slavia Praha   | 14     | 12    | 2      | 0      | 84:8  | 38   |
| 2.   | AC Sparta Praha   | 14     | 11    | 2      | 1      | 72:6  | 35   |
| 3.   | 1. FC Slovácko    | 14     | 10    | 1      | 3      | 46:17 | 31   |
| 4.   | FC Slovan Liberec | 14     | 6     | 0      | 8      | 21:36 | 18   |
| 5.   | FC Viktoria Plzeň | 14     | 5     | 2      | 7      | 20:41 | 17   |
| 6.   | FK Dukla Praha    | 14     | 5     | 1      | 8      | 19:29 | 16   |
| 7.   | FC Hradec Králové | 14     | 2     | 0      | 12     | 12:62 | 6    |
| 8.   | FC Zbrojovka Brno | 14     | 1     | 0      | 13     | 11:86 | 3    |

## Tabulky nadstavbových skupin

### Tabulka skupiny o titul
| Poř. | Klub              | Zápasy | Výhry | Remízy | Prohry | Skóre  | Body |
| ---- | ----------------- | ------ | ----- | ------ | ------ | ------ | ---- |
| 1.   | SK Slavia Praha   | 6      | 6     | 0      | 0      | 113:12 | 37   |
| 2.   | AC Sparta Praha   | 6      | 3     | 1      | 2      | 90:12  | 28   |
| 3.   | 1. FC Slovácko    | 6      | 2     | 1      | 3      | 57:31  | 23   |
| 4.   | FC Slovan Liberec | 6      | 0     | 0      | 6      | 23:72  | 9    |

### Tabulka skupiny o záchranu
| Poř. | Klub              | Zápasy | Výhry | Remízy | Prohry | Skóre  | Body |
| ---- | ----------------- | ------ | ----- | ------ | ------ | ------ | ---- |
| 1.   | FK Dukla Praha    | 6      | 4     | 1      | 1      | 32:32  | 21   |
| 2.   | FC Viktoria Plzeň | 6      | 3     | 2      | 1      | 32:45  | 20   |
| 3.   | FC Hradec Králové | 6      | 2     | 1      | 3      | 25:73  | 10   |
| 4.   | FC Zbrojovka Brno | 6      | 1     | 0      | 5      | 15:110 | 5    |

## Nejlepší hráčky

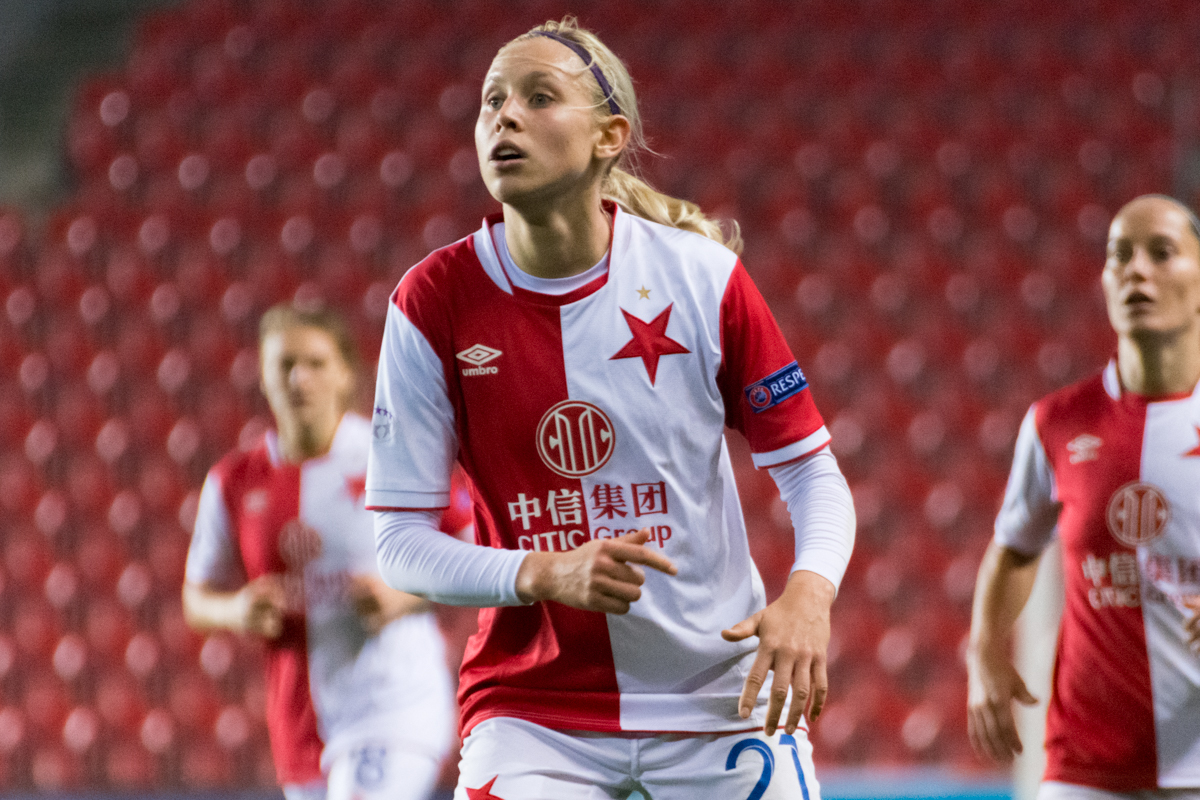
Nejlepší střelkyně ročníku 2016/2017 – Kateřina Svitková

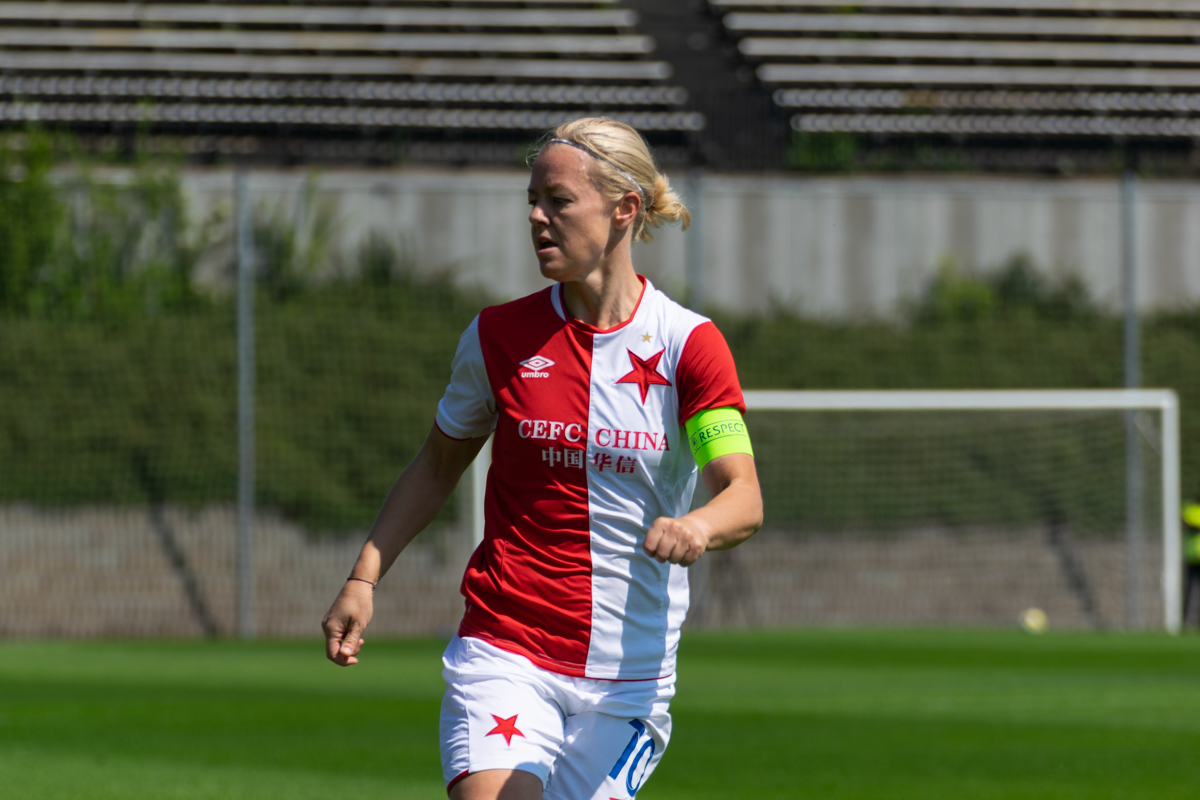
Osobnost ligy ročníku 2016/2017 – Blanka Pěničková

### Nejlepší střelkyně v základní části
| Hráčka            | Klub            | Góly |
| ----------------- | --------------- | ---- |
| Kateřina Svitková | SK Slavia Praha | 21   |
| Tereza Kožárová   | SK Slavia Praha | 15   |
| Petra Bertholdová | AC Sparta Praha | 12   |
| Lucie Martínková  | AC Sparta Praha | 12   |
| Klaudia Fabová    | 1. FC Slovácko  | 10   |

### Nejlepší střelkyně celkem
| Hráčka            | Klub            | Góly |
| ----------------- | --------------- | ---- |
| Kateřina Svitková | SK Slavia Praha | 26   |
| Tereza Kožárová   | SK Slavia Praha | 23   |
| Petra Bertholdová | AC Sparta Praha | 12   |
| Lucie Martínková  | AC Sparta Praha | 12   |
| Iva Mocová        | AC Sparta Praha | 12   |

### Osobnost ligy
Osobností ligy v hlasování kapitánek a trenérů prvoligových týmů byla zvolena Blanka Pěničková ze Slavie.